# Karel Opočenský
Karel Opočenský (Most, 7 febbraio 1892 – Praga, 16 novembre 1975) è stato uno scacchista cecoslovacco.

## Carriera scacchistica
Vinse quattro volte il campionato cecoslovacco: nel 1927, 1928, 1938 e 1944.
Partecipò a quattro olimpiadi degli scacchi: Praga 1931, Folkestone 1933, Varsavia 1935 e Buenos Aires 1939. Alle olimpiadi di Folkestone, dove realizzò   11,5 su 13, vinse una medaglia d'oro individuale in quarta scacchiera e un argento di squadra. Alle olimpiadi di Praga vinse una medaglia di bronzo di squadra.
La FIDE lo nominò Maestro internazionale nel 1950 a Arbitro internazionale nel 1951.
Dopo la seconda guerra mondiale Opočenský si dedicò a compiti arbitrali e organizzativi. Fu l'arbitro principale di due campionati del mondo: il match Botvinnik–Bronštejn del 1951 e il match Botvinnik–Smyslov del 1954. 
Arbitrò anche le olimpiadi di Helsinki 1952 e il torneo dei candidati di Zurigo 1953.